# Novopsocus magnus
Novopsocus magnus es una especie de insecto de la familia Pseudocaeciliidae que vive en la isla de Nueva Guinea. Thornton pensó por primera vez que los machos de esta especie eran machos de N. stenopterus, pero Cuénoud demostró que de hecho es una especie separada al identificar machos reales de N. stenopterus y hembras reales de N. magnus.
Es la especie más grande del género, y sus machos tienen antenas peculiares, con un primer segmento flagelar muy ensanchado y aplanado.